# Tschechisches Zentrum Berlin
Das Tschechische Zentrum Berlin (tschechisch České centrum Berlín) ist neben dem Tschechischen Zentrum München eines der zwei Kulturinstitute der Tschechischen Republik in der Bundesrepublik Deutschland. Die Institute stellen nicht nur die tschechische Kultur und Sprache vor, sie präsentieren die Tschechische Republik und suchen den Dialog mit der deutschen Öffentlichkeit und den Medien. Das Kulturinstitut befand sich ab Sommer 2012 bis Januar 2023 im Gebäude der Botschaft der Tschechischen Republik in Berlin, Wilhelmstraße 44. Aufgrund der anstehenden Sanierung des Gebäudes, ist das Tschechische Zentrum im Januar 2023 vorübergehend in Räumlichkeiten im Goethe-Institut Berlin in der Neuen Schönhauser Straße 20 gezogen. Unter wechselnden Namen ist das Kulturinstitut seit 1955 in Berlin aktiv.

## Tätigkeit
Das Kulturinstitut in Berlin beteiligt sich an Gemeinschaftsprogrammen aller Tschechischen Zentren. Es organisiert eigene Veranstaltungen und Sprachkurse, kooperiert mit kulturellen Einrichtungen in Deutschland und unterstützt Austauschprojekte.
Das Tschechische Zentrum Berlin ist auch außerhalb der deutschen Hauptstadt in Brandenburg, Hessen, Sachsen, Sachsen-Anhalt, Niedersachsen, Hamburg, Bremen, Mecklenburg-Vorpommern, Schleswig-Holstein und dem Saarland aktiv. Es ist Gründungsmitglied der EUNIC.